# Alessandro Revera

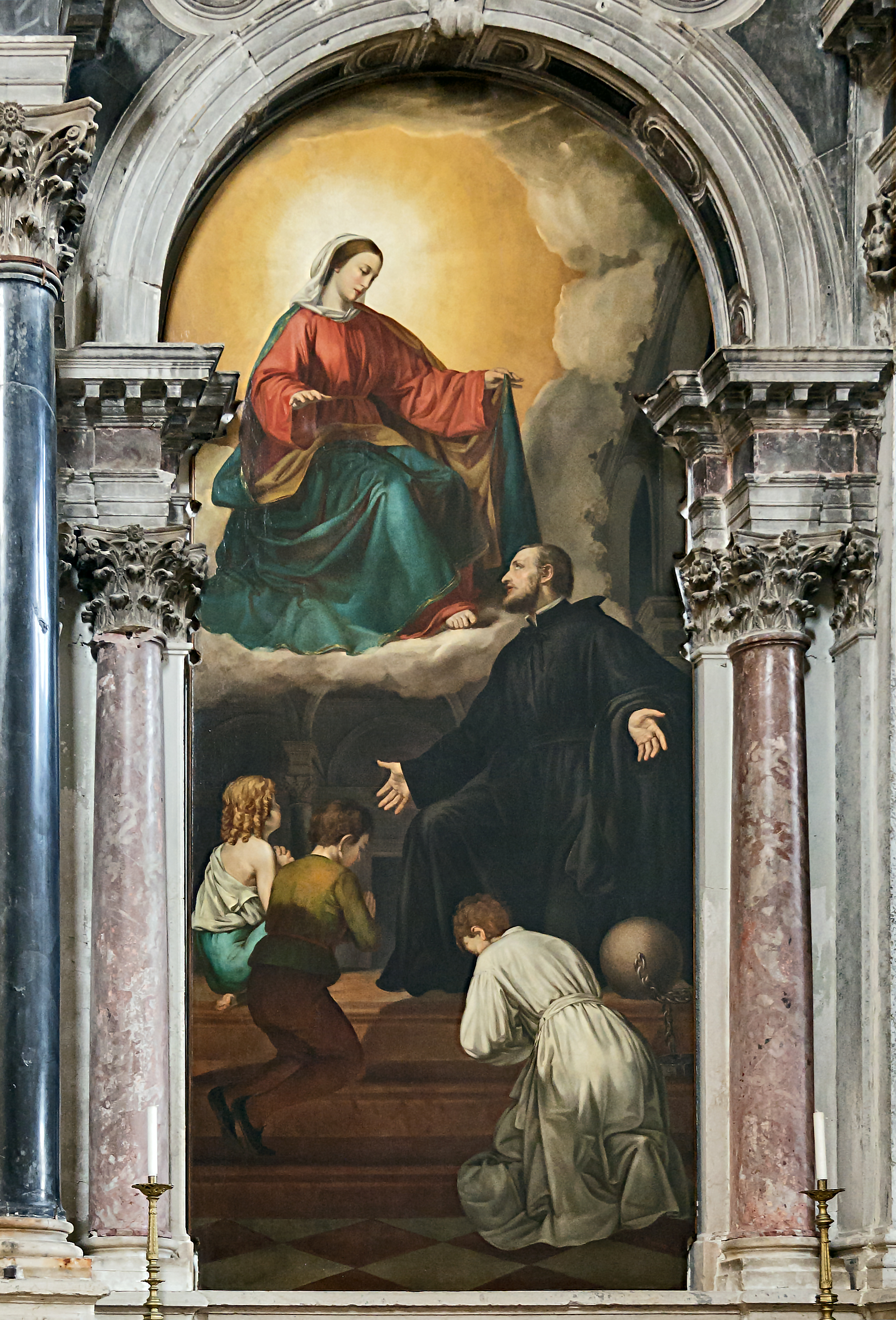
Chiesa di Santa Maria della Visitazione "Girolamo Emiliani che affida alla Beata Vergine i suoi orfanelli"

Alessandro Revera (Castelfranco Veneto, 11 ottobre 1813 – Venezia, 28 gennaio 1895) è stato un pittore italiano, dell'area veneta di metà ottocento.

## Biografia
Figlio di Angelo Revera e Maria Francesca Gaetana Tiozzi, gli fu imposto come secondo nome Valentino. Ebbe due sorelle: Elisabetta Anna Valentina e Anna Elisabetta. Sposò Domenica Elisabetta Giovanna Biasutti ed ebbe un figlio di nome Angelo, nato il 5 novembre del 1846 e morto a Trieste l'8 marzo 1932.
Le sue opere pittoriche sono esposte in diverse chiese di Venezia e pinacoteche:
- Chiese in Venezia
  - Girolamo Emiliani (o Miani) nella Chiesa di Santa Maria della Visitazione (Venezia)
  - Sacro Cuore (copia del famoso dipinto di Pompeo Batoni nella Chiesa di Santa Maria Assunta detta I Gesuiti
- Museo civico Luigi Bailo a Vittorio Veneto.
  - Ritratto del podestà Giuseppe Olivi (podestà), Treviso
- Musei civici di Pavia:
  - Incontro di Luigi XII con S. Francesco da Paola
  - S. Pietro dona la vista ai ciechi
  - Ritratto di Giuseppe Redemagni
  - Sacra conversazione
- Altre opere
  - Madonna con Bambino e San Giovannino e altri santi

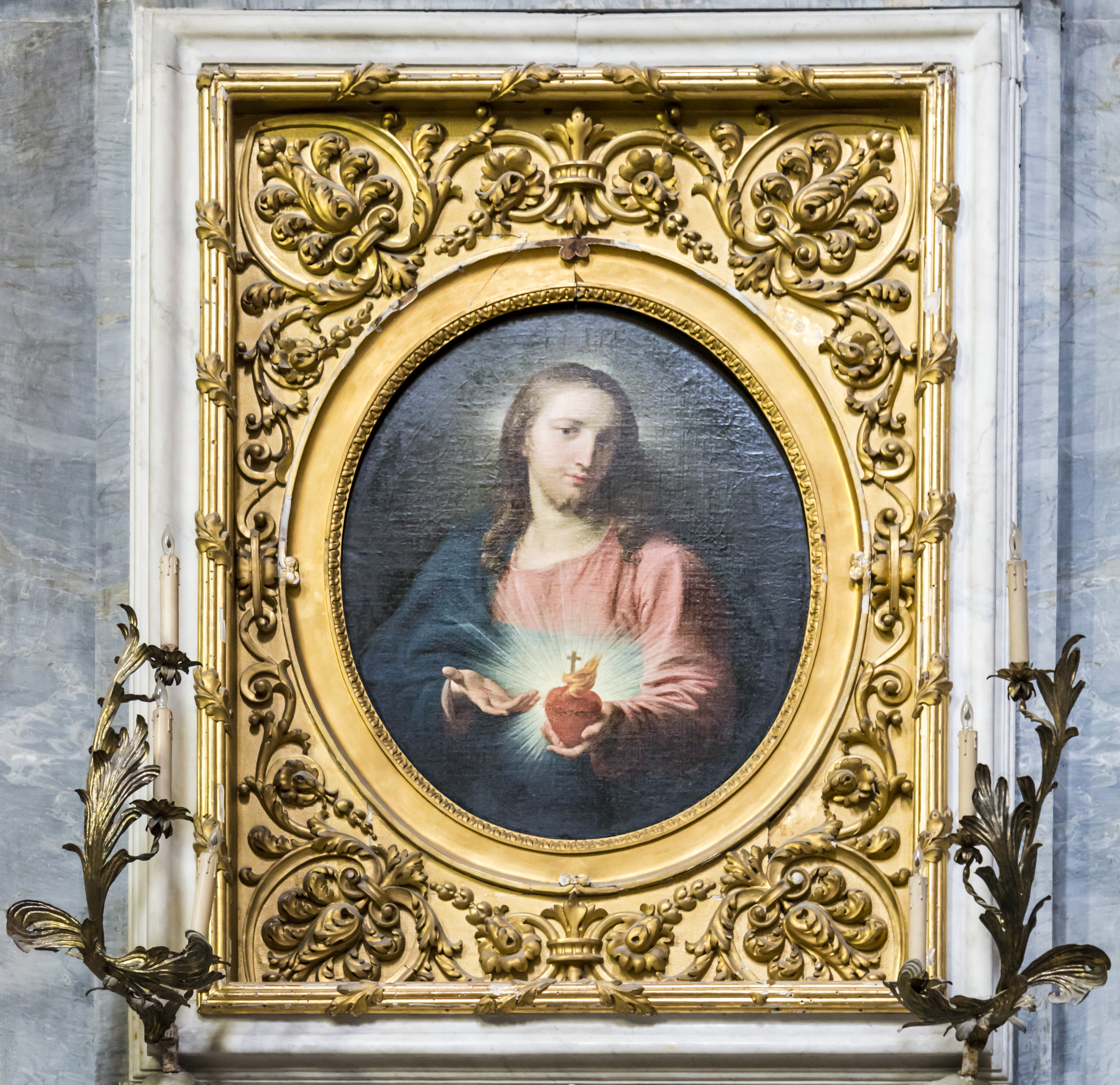
Sacro Cuore di Gesù Chiesa di Santa Maria Assunta detta I Gesuiti